# فرودگاه گوراکپور
فرودگاه گوراکپور (به انگلیسی: Gorakhpur Airport) (به زبان بومی: गोरखपुर हवाईअड्डा) یک فرودگاه همگانی با کد یاتا GOP است . این فرودگاه در شهر گوراکپور کشور هند قرار دارد و در ارتفاع ۷۹ متری از سطح دریا واقع شده‌است.